# Parti mauritanien de l’union et du changement
Die Parti mauritanien de l’union et du changement (arabisch حزب الاتحاد والتغيير الموريتاني, DMG ḥizb al-ittiḥād wa-t-taġyīr al-mūrītānī, en.: Mauritanian Party of Union and Change, dt.: Mauretanische Partei der Einheit und Veränderung, abgekürzt: HATEM, arabisch حاتم, DMG ḥātim, en.: Mauritanian Party of Union and Change) ist eine politische Partei in Mauretanien. Seit der Gründung am 26. Januar 2006 wird sie von Saleh Ould Hanenna geführt.

## Ideologie
Die Partei steht am rechten Rand des politischen Spektrums und unterstützt eine bürgerlich-nationalistische, sozial konservative und wirtschaftlich liberale Politik, während sie gleichzeitig die Rolle der Religion im mauretanischen Staat verteidigt.

### Prinzipien der Partei
1. Bekräftigung der Rolle des Islam als Quelle der Gesetzgebung im Land und seiner Präsenz als Religion des mauretanischen Volkes und Staates. Die Partei interpretiert den Islam als Religion des Fortschritts und der Entwicklung und wendet sich gegen Extremismus.
2. Eine gemeinsame mauretanische Nationale Identität auf Grundlage der arabischen und afrikanischen Wurzeln. Ziel ist es, die arabische Sprache als einzige Nationalsprache des Staates zu erhalten und sie zum verbindenden Element der mauretanischen Nation zu machen. Die Partei unterstützt außerdem den Unterricht weiterer Nationalsprachen (Wolof, Pulaar und Soninké) an den Schulen.
3. Ein Bekenntnis zur Willensnation basierend auf der kulturellen Diversität von Beidane (Arabern), Wolof, Fulbe und Soninke.
4. Eine Verpflichtung zur Verteidigung der Souveränität und Grenzen Mauretaniens.
5. Ein demokratisches System, das „aus der kulturellen Besonderheit des Landes hervorgeht“ („stemming from the country’s cultural specificity“); friedliche Machtübergabe; Gewaltenteilung und Rechtsstaatlichkeit (Rule of Law).
6. Chancengleichheit der Bürger und Wahrung der Menschenwürde durch Festigung der sozialen Gerechtigkeit und Beseitigung aller Formen der Diskriminierung.
7. Einführung eines Wirtschaftssystems, das den Wettbewerb fördert und gleichzeitig die Bürger in einem Staat schützt, der grundlegende Arbeitsplätze garantiert, und das auf ein Gleichgewicht zwischen dem öffentlichen und dem privaten Sektor achtet, um die negativen Auswirkungen der Marktwirtschaft zu begrenzen.
8. Nachhaltige Entwicklung auf der Grundlage einer rationalen und ausgewogenen Bewirtschaftung der vielfältigen natürlichen Ressourcen des Landes.
9. Eine Regierung, die die Werte der Familie schützt und eine gerechtes Bestrafungssystem (punitive justice) und Meritokratie etabliert.
10. Ein republikanisches System, welches zur Loyalität gegenüber dem mauretanischen Staat führt.
11. Eine Außenpolitik, die auf der Sicherung der strategischen Interessen des Landes, der Stärkung des islamischen und arabisch-afrikanischen Charakters Mauretaniens und der Wahrung der Interessen der Mauretanier im Ausland basiert.

## Wahlergebnisse
| Nationalversammlung |                    |                 |                 |       |     |                             |
| Wahlen              | Parteiführer       | Nationale Liste | Nationale Liste | Sitze | ±   | Regierung                   |
| Wahlen              | Parteiführer       | Stimmen         | %               | Sitze | ±   | Regierung                   |
| 2006                | Saleh Ould Hanenna |                 |                 | 3/95  | ▲ 3 |                             |
| 2013                | Saleh Ould Hanenna | Boykott         |                 | 0/146 | ▼ 3 | Opposition                  |
| 2018                | Saleh Ould Hanenna | 6.521           | 0,93 %          | 0/157 |     | Opposition                  |
| 2023                | Saleh Ould Hanenna | 28.124          | 2,90 %          | 3/176 | ▲ 3 | Unterstützung der Regierung |